# Neoneuromus sikkimmensis
Neoneuromus sikkimmensis is een insect uit de familie Corydalidae, die tot de orde grootvleugeligen (Megaloptera) behoort. De soort komt voor in India. De typelocatie is Sikkim. Het holotype van de soort wordt bewaard in het Museum für Naturkunde in Berlijn.